# Procordulia karnyi
Procordulia karnyi är en trollsländeart som beskrevs av Fraser 1926. Procordulia karnyi ingår i släktet Procordulia och familjen skimmertrollsländor. IUCN kategoriserar arten globalt som nära hotad. Inga underarter finns listade i Catalogue of Life.